# Wall Recordings
Wall Recordings est un label discographique de musique électronique fondé par le disc jockey néerlandais Afrojack en 2007.
C'était l'un des 25 sous-labels de Spinnin' Records, jusqu'en 2016, où le label devient indépendant. 
Wall devient l'un des 48 sous-labels d'Armada Music, de 2017 à 2020.
En 2020, Wall redevient un sous-label de Spinnin'.

## Artistes notables
- Afrojack
- Alvaro
- Ambush
- Bassjackers
- BROHUG
- Chico Rose
- David Guetta
- Dimitri Vegas
- D.O.D.
- DubVision
- D-Wayne
- Dyro
- Eva Shaw
- Eva Simons
- Hardwell
- Jewelz & Sparks
- Joey Dale
- John Christian
- John Dahlbäck
- KURA
- Like Mike
- Mightyfools
- Moska
- MOTi
- Nadia Ali
- Nervo
- Nicky Romero
- Quintino
- R3HAB
- Shermanology
- Spencer & Hill
- Steve Aoki
- Swanky Tunes
- Tocadisco
- Tony Junior
- twoloud
- Yves V
- Vassy